# Orontes (leyenda)

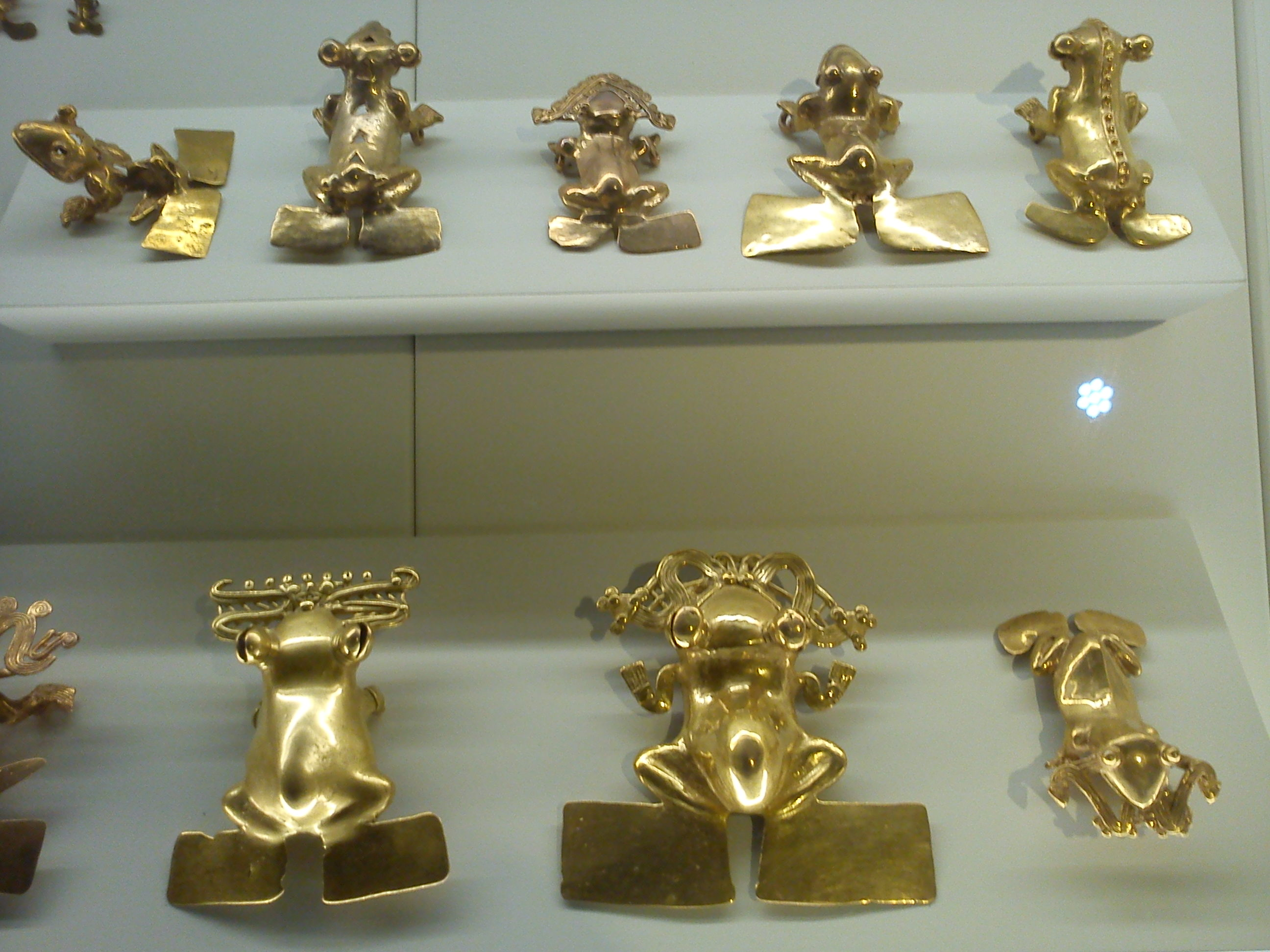
La leyenda del rey Orontes relata la historia de un gran tesoro que pertenecía a este rey indígena, oculto en el lecho de un riachuelo en el cantón de Orotina. Además, menciona dos técnicas que utilizaban los aborígenes costarricenses para modelar figuras de oro, como estas ranitas, provenientes del Pacífico sur de Costa Rica. Museo del Oro Precolombino. San José de Costa Rica.

Orontes es un personaje de una leyenda costarricense. Se trata de un rey indígena de la etnia de los huetares, que supuestamente vivió en la región que es hoy el cantón de Orotina, en la provincia de Alajuela, el cual tomaría su nombre de este rey. Es posible que el personaje esté basado en el rey Gurutina, también llamado Gurutiña u Orotiña, aunque éste, históricamente, era de etnia chorotega, no huetar.
La leyenda del rey Orontes fue publicada en 1958 por José Bustamante C., en el diario La Nación, y posteriormente recopilada por Elías Zeledón Cartín en el libro «Leyendas costarricenses». En ella se narra la leyenda de un fabuloso tesoro que este cacique poseía y que se supone enterró bajo el cauce de una quebrada. Según la leyenda, el espíritu de Orontes aún ronda los alrededores de esta quebrada, cuidando de su tesoro.
La leyenda menciona algunos aspectos interesantes del pasado precolombino de los aborígenes orotiñas, como las técnicas de elaboración de objetos de oro con forma de animales, los sacrificios humanos y la ingesta ritual del corazón de los enemigos, y la fabricación de chicha. La leyenda mezcla elementos tanto de la cultura mesoamericana como del Área Intermedia.

## Leyenda
Orontes, rey de los huetares de occidente, era un hombre ágil y fuerte, hábil en la pelea cuerpo a cuerpo, valiente, astuto y atrevido en la guerra, de modo que los demás indios le temían y respetaban como a un dios. Vestía sencillamente, semidesnudo con un taparrabo, cubierta la cabeza con un turbante de plumas de varios colores y un collar hecho de dientes de leones, lagartos y tigres, que el poderoso cacique vencía en lucha singular. Era también un diestro cazador, veloz como un venado y fuerte como un toro.
Gracias a que en esa época las aguas del río Machuca arrastraban gran cantidad de arena con rastros de oro, la tribu de Orontes se había vuelto diestra en la elaboración de objetos de oro con formas de diversos animales, que el sukia de Orontes convertía en amuletos al bendecirlos. Por esto, Orontes era muy rico. Además, la tribu realizaba sacrificios humanos a sus dioses, extrayendo el corazón de los enemigos vencidos, que ingerían ritualmente, y realizaban grandes fiestas para celebrar las cosechas de maíz y frijoles, en las que se bebía chicha mientras se danzaba alrededor del fuego.
Cierto día, llegó la noticia de que el rey Garabito, primo de Orontes, se encontraba en lucha abierta contra invasores blancos, por lo que Orontes y su tribu, decididos a apoyarle, ocultaron el tesoro del cacique en una oquedad abierta en el lecho de un riachuelo, para lo cual desviaron primeramente el cauce del mismo, para luego, devolviéndolo a su lugar original, el tesoro quedase así oculto.
Orontes fue a la guerra y ganó fama en ella. Volvió a su pueblo, herido, pero cubierto de gloria, y murió al poco tiempo. Sus vasallos, orgullosos del gran rey, no mencionaron nunca la localización del tesoro ni lo volvieron a buscar. Desde eso, se narra en Orotina - que tomó su nombre en su memoria - que en las cercanías de la Quebrada Zúñiga se ven luces de colores que flotan en el aire: es el alma del rey Orontes que continúa vigilando su tesoro.